# Jewell County
Jewell County is een county in de Amerikaanse staat Kansas.
De county heeft een landoppervlakte van 2.355 km² en telt 3.791 inwoners (volkstelling 2000). De hoofdplaats is Mankato.